# Ceratocymba leuckarti
Ceratocymba leuckarti är en nässeldjursart som först beskrevs av Huxley 1859.  Ceratocymba leuckarti ingår i släktet Ceratocymba och familjen Abylidae. Inga underarter finns listade i Catalogue of Life.